# Montagny (Rhône)
Montagny település Franciaországban, Rhône megyében. Lakosainak száma 3212 fő (2022. január 1.). Montagny Vourles, Givors, Taluyers, Grigny-sur-Rhône, Millery és Beauvallon községekkel határos.

## Népesség
A település népességének változása:
| Lakosok száma | 2693 | 2841 | 2932 | 2959 | 3056 | 3118 | 3180 | 3200 | 3212 |
|               | 2013 | 2015 | 2016 | 2017 | 2018 | 2019 | 2020 | 2021 | 2022 |